# La Petite Fille, le Chien et le Phoque
Pour plus de détails, voir Fiche technique et Distribution.
La Petite Fille, le Chien et le Phoque (Tjorven, Båtsman och Moses) est un long métrage suédois réalisé par Olle Hellbom, sorti en Suède en 1964. C'est un long métrage en prises de vues réelles pour la jeunesse, adapté des fictions radiophoniques et des livres de l'auteur suédois Astrid Lindgren.

## Fiche technique
- Titre : La Petite Fille, le Chien et le Phoque
- Titre original : Tjorven, Båtsman och Moses
- Réalisation : Olle Hellbom
- Pays :  Suède
- Langue : suédois
- Format : couleur
- Son : Dolby
- Durée : 92 minutes
- Date de sortie : Suède : 24 octobre 1964

## Distribution
- Torsten Lilliecrona : Melker Melkersson
- Louise Edlind : Malin Melkersson
- Torsten Wahlund : Peter Malm
- Stephen Lindholm : Pelle Melkersson
- Björn Söderbäck : Johan Melkersson
- Urban Strand : Niklas Melkersson
- Bengt Eklund : Nisse Grankvist
- Eva Stiberg : Märta Grankvist
- Lillemor Österlund : Teddy Grankvist
- Bitte Ulvskog : Freddy Grankvist
- Maria Johansson : Maria "Tjorven" Grankvist
- Siegfried Fischer : gubben Söderman
- Kristina Jämtmark : Stina
- Manne Grünberger : fiskaren Vesterman